# Szabad Magyar Szó
A Szabad Magyar Szó egy magyar nyelvű internetes hírportál vajdasági székhellyel. Kiadója a Szerbiában bejegyzett nonprofit Sajtószabadság Alapítvány (szerbül: Fondacija „Sloboda štampe", angolul: Press Freedom Foundation). A vajdasági magyar médiatér legolvasottabb online szereplője.

## Története

### Előzmények
A hidegháború korszakában az újvidéki Magyar Szó napilap a világ legszabadabb magyar nyelvű sajtójának számított, ám az 1990-es évek délszláv háborúi ellehetetlenítették a poszt-jugoszláv térség magyar közéletét. A vajdasági magyar politikum 2015-ös szakadása után kiéleződtek az ellentétek a médiában is. A Magyar Szó napilap 2016-ban több vezető munkatársát elbocsátotta, az az évi szerbiai választások során pedig közszolgálati média szerepe ellenére a hatalmi koalíció oldalára állt és nem volt hajlandó eltérő véleményeknek helyet biztosítani még megtámadott személyek válasza formájában sem. Egyre nagyobb szükség mutatkozott egy független magyar nyelvű médiaszereplőre.

### Alapítás
2016. október 23-án, vasárnap reggel a Magyar Szó addigi webcímén (www.magyarszo.com) új online hírportálként a Szabad Magyar Szó jelent meg, mert a tartománynév tulajdonosa azt átadta az új portálnak. Ugyanakkor nem szűnt meg a napilap elérhetősége sem (egy egyértelműsítő oldal útján biztosítva lett mind a Magyar Szó, mind a Szabad Magyar Szó hírportál elérhetősége). A Szabad Magyar Szó hirtelen feltűnése hatalmas érdeklődést váltott ki mind a magyarországi, mind a szerbiai sajtóban. Az új hírportál pártfüggetlen arculatot és szerkesztéspolitikát hirdetett meg.

### Fejlemények
2017. június 16-án Szerbiában bejegyezték a nonprofit Sajtószabadság Alapítványt, amely a Szabad Magyar Szó működtetésére jött létre. 2017 augusztusában a Családi Kör  magánkiadású hetilap is a Sajtószabadság Alapítvány tulajdonába került.

## Főszerkesztők
- 2016. október 23.–2017. január 31.: Vígi Zoltán
- 2017. február 1-től: Kókai Péter